# (12397) Peterbrown
(12397) Peterbrown es un asteroide que forma parte del cinturón de asteroides y fue descubierto por el equipo del Spacewatch el 27 de marzo de 1995 desde el Observatorio Nacional de Kitt Peak, Estados Unidos.

## Designación y nombre
Peterbrown fue designado al principio como 1995 FV14.
Más adelante, en 2002, se nombró en honor del científico canadiense Peter Gordon Brown, especialista en meteoritos.

## Características orbitales
Peterbrown orbita a una distancia media de 3,169 ua del Sol, pudiendo acercarse hasta 2,822 ua y alejarse hasta 3,517 ua. Tiene una inclinación orbital de 8,656 grados y una excentricidad de 0,1096. Emplea en completar una órbita alrededor del Sol 2061 días. El movimiento de Peterbrown sobre el fondo estelar es de 0,1747 grados por día.

## Características físicas
La magnitud absoluta de Peterbrown es 12,6.